# ورنشال (مینه‌سوتا)
ورنشال، مینه‌سوتا (به انگلیسی: Wrenshall, Minnesota) یک شهر در ایالات متحده آمریکا است که در شهرستان کارلتون، مینه‌سوتا واقع شده‌است.

## خصوصیات
ورنشال ۳٫۸۸ کیلومترمربع مساحت و ۳۹۹ نفر جمعیت دارد و ۳۱۷ متر بالاتر از سطح دریا واقع شده‌است.